# Mer des Cosmonautes
La mer des Cosmonautes (en russe : Море Космонавтов) est une mer de l’océan Indien située près de l'Antarctique. Elle est située entre la mer de Riiser Larsen (à l'ouest) et la mer de l'Entente (à l'est). Au sud, elle baigne la côte de la terre d'Enderby.
Elle a été baptisée ainsi en 1962 par l'Expédition antarctique soviétique en hommage aux cosmonautes du programme spatial soviétique.